# Parafreoides ghanaensis
Parafreoides ghanaensis är en skalbaggsart som beskrevs av Stefan von Breuning 1975. Parafreoides ghanaensis ingår i släktet Parafreoides och familjen långhorningar.
Artens utbredningsområde är Ghana. Inga underarter finns listade i Catalogue of Life.